# Clivinema fuscinerve
Clivinema fuscinerve är en insektsart som beskrevs av Knight 1928. Clivinema fuscinerve ingår i släktet Clivinema och familjen ängsskinnbaggar. Inga underarter finns listade i Catalogue of Life.